# الغندورة (فلم)
الغندورة فيلم دراما للمخرج الإيطالي «ماريو فولبي» مخرج فيلم «أنشودة الفؤاد» أول فيلم مصري ناطق عام 1932 ثم جاء «الغندورة» عام 1935 عن قصة بديع خيري الذي كتب السيناريو والحوار مشاركة مع موريس قصيري. الفيلم من بطولة منيرة المهدية  وهو الفيلم الوحيد لها. وتدور أحداثه حول قصة حب تقع بين شاب ثرى وفتاة قرويه ومحاولات أسرة الشاب إبعاد الحبيبين عن بعضهما.
صدر الفيلم في 15 نوفمبر 1935 بسينما حديقة الأزبكية.
منح موقع قاعدة بيانات الأفلام العربية «السينما.كوم» الفيلم درجة 6.4/ 10.

## خلفية الفيلم
أستقرت أم كلثوم نهائياً بالقاهرة 1921 وفي عام 1923 غنت في حفلات كبار القوم  وصدرت لها أسطوانة "وحقك أنت المنى والطلب" في منتصف العشرينيات وبيع منها ثمانية عشر ألف إسطوانة. وفي محاولة من منيرة المهدية لاستكشاف المغنية الجديدة التي لمعت بشكل غير مسبوق، للاحتفاظ بمكانتها، ذهبت لسماع ومشاهدة أم كلثوم وهي تضع الحجاب على وجهها. ومع ظهور السينما رأت منيرة المهدية الفرصة سانحة للتراجع عن اعتزالها وهكذا أقدمت على مشروع «الغندورة». كتب مكاوي سعيد في كتابه "القاهرة وما فيها" عن إتجاه المطربين والمطربات للسينما ومنهم "منيرة المهدية" بعد ظهور أول فيلم مصري عام 1926 ووصول عدد دور السينما في سنة 1929 إلى خمسين في القاهرة وعواصم الأقاليم وعرض أول فيلم غنائي مصري وهو "أنشودة الفؤاد" بطولة المطربة نادرة  في سنة 1923 وأعقبته أفلام غنائية أخرى. ثم عرض أول فيلم لعبد الوهاب "الوردة البيضاء" في سنة 1932 وشاركته البطولة "دولت أبيض". وفى أكتوبر من سنة 1935 عُرض فيلم "غندورة" لمنيرة المهدية، وبدأت المطربتان فاطمة سري وفتحية أحمد التخطيط للتمثيل في السينما"، ويتابع الكاتب: "كانت تكاليف الإنتاج السينمائي في تلك الفترة مرتفعة بوجه عام، إلا أن الأرباح والأجور تزيد كثيرا عما عليه الحال في أي مجال فنى آخر فأخذ كثير من النجوم يتنافسون على الحصول على الأدوار."
بدأ انخفاض أسهم منيرة المهدية وكانت مسرحيتها «كليوباترا» عام 1927  شاهداً على ذلك وقد عهدت للشاب الصاعد وقتها «محمد عبد الوهاب» بتلحين وبطولة المسرحية وتعددت المشاهد التي تجمع بين منيرة المهدية (كليوباترا) ومحمد عبد الوهاب (أنطونيو). كتب المؤرخ الفنى وجيه ندى على موقع شباب مصر في 7 ديسمبر 2014: «توالت المواقف التي تجمع بين كليوباترا وأنطونيو، ليغني فيتسيد، وتغني فتفقد رصيدها من الإعجاب، وكانت منيرة يومها ممتلئة القوام بينما عبد الوهاب هزيلا ضامر العود من وزن الريشة، وفي أحد المواقف ترتمي كليوباترا علي صدر أنطونيو نائحة: حبيبي أنطونيو.. أنت جريح؟!.. وحدث أن الشاب النحيل لم يحتمل مرة كليوباترا علي صدره، فسقط علي أرضية المسرح ومن فوقه كيلوباترا فكادت تكتم أنفاسه ليتصايح الجمهور الجدع ما يستحملشي يا سلطانة»، وكتب النقاد يتساءلون بعد مشاهدتهم للأوبريت: أين صوت المهدية؟! أين سحرها؟! لقد جاء عبد الوهاب لينزلها عن عرشها، العرش الذي اغتصبه المطرب النحيل.
وكان «الغندورة» محاولة لرأب الصدع في مشوارها والعودة بقوة إلى المشهد الغنائي.

منيرة المهدية (1885 - 1965)

## ملخص أحداث الفيلم
يسافر التاجر الثري الشاب «جمال» بصحبة عمه جحا إلى بغداد ويتعرف على الفتاة القروية «الغندورة» (منيرة المهدية) فيقع في حبها وتبادله مشاعره، ويفاتح عمه برغبته في الزواج منها إلا أن عمه يرفض كونه لا يعلم أهلها ولا يعرف لها أبا. يتواصل جحا مع الغندورة ويحاول اقناعها بعدم التكافؤ بينها وبين جمال، ويؤكد لها أن معنى الحب يكمن في التضحية من أجل الحبيب ويجب أن تضحي بحبها من أجل مستقبل جمال. يصل إلى بغداد عم جمال الثاني «نصر الله» بصحبة زوجته وابنة شقيقته «شاهنده» (روحية خالد) ويعلم بما حدث من وقوع جمال في حب شابة قروية، ويدفع الشابة الجميلة شاهنده للتقرب من جمال في محاولة لإبعاده عن الغندورة. تحاول «شاهنده» ويصدها جمال، وعندما تدرك عدم جدوى محاولاتها، هي والأسرة، تقبل الزواج من شاب آخر. يفكر «نصر الله» في تكرار المحاولة مع الغندورة للبعد عن جمال ويلتقي بها وتحدث المفاجأة. يكتشف أن الغندورة هي إبنته من الحلية الذهبية التي ألبسها لها في الصغر، فيتراجع عن موقفه ويبارك زواجها من جمال.

## طاقم التمثيل
- منيرة المهدية
- أحمد علام
- بشارة واكيم
- عبد الحميد زكي
- عباس فارس
- توفيق المردنلي
- روحية خالد
- محمد مصطفى[28][29]

## استقبال الفيلم
فيلم «الغندورة» هو من مفقودات السينما المصرية وقد أختفت النسخة الأصلية وأيضا كل المطبوعات وما تبقى هو صورة الفيلم الدعائية نشرتها مجلة آخر ساعة المصورة في عددها 71.
مأساة فشل فيلمها السينمائي الوحيد عام1935 المأخوذ عن مسرحيتها الغندورة، كانت بدلة رقصها في الغندورة مرصعة بكاملها بالجنيهات الذهبية الحقيقية تحفظها بعد انتهاء التمثيل كل ليلة في خزانة حديدية بالبنك.... واكتملت المأساة باحتراق النسخة الأصلية من الفيلم.
كتب وجيه ندى: «منيرة المهدية سلطانة الطرب المتقاعدة خرجت من عزلتها وغنت وأنتجت فيلم «الغندورة» لكنه فشل للأسف.»
كتب موقع الفن: «فيلم «الغندورة» عام 1935 ليكون الفيلم الوحيد لها، وكان من إخراج الإيطالي فولبي، وكانت منيرة قد حاولت العودة للفن من خلاله، لكنها لم تستطع أن تجاري الزمن والألحان والإيقاع المتسارع للموسيقى، وانتهت حياة منيرة التي حصلت على لقب مطربة الأزبكية الأولى».

## روابط خارجية
- مقالات تستعمل روابط فنية بلا صلة مع ويكي بيانات
- الغندورة على موقع الدهليز

https://www.youtube.com/watch?v=sIcnHiOuW1I الغندورة (فيلم)